# Jan Mallet
Jan Mallet (Hechtel-Eksel, 14 oktober 1870 - China, 1900) was een Belgische missionaris. Tijdens de Bokseropstand werd hij vermoord. Door de Rooms-Katholieke Kerk wordt hij beschouwd als een martelaar die voor het christelijke geloof zijn leven gaf.

## Biografie
Mallet werd geboren op 14 oktober 1870 in de latere Pater Malletstraat, in de Belgisch-Limburgse gemeente Hechtel-Eksel. Amper dertig jaar later werd hij in China op uiterst brutale wijze vermoord tijdens de Bokseropstand.
Mallet was in 1896 als twintiger vertrokken naar het Chinese Keizerrijk waar hij een missiepost oprichtte in Koei-Hoa-Tch'eng op de steppen van Binnen-Mongolië. Daar onderwees hij kinderen, verzorgde de zieken en las de heilige mis voor, meestal in een zijden gewaad.
Hij hield zich tijdens de Bokseropstand lang schuil achter de muren van zijn missiepost, maar werd uiteindelijk vermoord.
Zijn geboortestraat in Hechtel-Eksel werd naar hem hernoemd. Daar staat ook een monument. De lokale auteur Dominiek Scrayen schreef over de pater een biografie.